# جکسون روگو
جکسون روگو (انگلیسی: Jackson Rogow؛ زادهٔ ۵ اکتبر ۱۹۹۱) هنرپیشه اهل ایالات متحده آمریکا است. وی از سال ۲۰۰۳ میلادی تاکنون مشغول فعالیت بوده‌است و هم‌اکنون ساکن بل ایر است.
از فیلم‌ها یا مجموعه‌های تلویزیونی که وی در آن‌ها نقش داشته‌است، می‌توان به فیلم لیزی مک‌گوایر و دو دختر ورشکسته اشاره نمود.